# Milaan-San Remo 1940
De wielerwedstrijd Milaan-San Remo 1940 werd gereden op 19 maart 1940. Het parcours van deze 33e editie was 281,5 km lang. De winnaar legde de afstand af in 7u 44min 0sec, een gemiddelde van 36,4 km/h.
De Italiaan Gino Bartali was de snelste in een massasprint met een uitgedund peloton. Zijn landgenoten Pietro Rimoldi en Aldo Bini werden tweede en derde.
Van de 116 deelnemers haalden er 85 de finishlijn. 2 renners werden samen 8e Attilio Masarati en Renzo Silvestri; 25 renners werden samen op de tiende plaats gezet dit waren: Guerrino Amadori, Osvaldo Bailo, Michele Benente, Vasco Bergamaschi, Giovanni Bisio, Olimpio Bizzi, Severino Canavesi, Fausto Coppi, Pierino Favalli, Elia Frosio, Giovanni Gotti, Aimone Landi, Adolfo Leoni, Secondo Magni, Diego Marabelli, Giuseppe Olmo, Giovanni Piotto, Mario Ricci, Bernardo Rogora, Aldo Ronconi, Glauco Servadei, Luciano Succi, Guerrino Tomasoni, Sebastiano Torchio en Mario Vicini.

## Deelnemende ploegen
| Deelnemende teams  | Deelnemende teams | Deelnemende teams   | Deelnemende teams  |
| ------------------ | ----------------- | ------------------- | ------------------ |
| Bianchi            | Gerbi             | SC Binda            | Dop. Az. Vismara   |
| Battisti-Aquilano  | Olympia           | Legnano             | SS Parioli         |
| Gloria             | Lygie             | Dei                 | MVSN-Viscontea     |
| Frejus             | UC Modenese       | US Azzini-Universal | US Roma            |
| La Voce di Mantova | Il Littoriale     | CS Milano 1905      | Dopolavoro Bemberg |

## Uitslag
| Milaan–San Remo 1940 |                  |                   |          |
| Plaats               | Naam             | Ploeg             | Tijd     |
| Winnaar              | Gino Bartali     | Legnano           | 7u44'00" |
| 2                    | Pietro Rimoldi   | Olympia           | z.t.     |
| 3                    | Aldo Bini        | Bianchi           | z.t.     |
| 4                    | Ruggero Moro     | SC Binda          | z.t.     |
| 5                    | Oreste Sartori   | SC Binda          | z.t.     |
| 6                    | Salvatore Crippa | Gerbi             | z.t.     |
| 7                    | Enrico Bolis     | Individueel       | z.t.     |
| 8                    | Attilio Masarati | Battisti-Aquilano | z.t.     |
| 9                    | Renzo Silvestri  | SS Parioli        | z.t.     |
| 10                   | 25 renners       |                   | z.t.     |

1907 · 1908 · 1909 · 1910 · 1911 · 1912 · 1913 · 1914 · 1915 · 1916 · 1917 · 1918 · 1919 · 1920 · 1921 · 1922 · 1923 · 1924 · 1925 · 1926 · 1927 · 1928 · 1929 · 1930 · 1931 · 1932 · 1933 · 1934 · 1935 · 1936 · 1937 · 1938 · 1939 · 1940 · 1941 · 1942 · 1943 · 1944 · 1945 · 1946 · 1947 · 1948 · 1949 · 1950 · 1951 · 1952 · 1953 · 1954 · 1955 · 1956 · 1957 · 1958 · 1959 · 1960 · 1961 · 1962 · 1963 · 1964 · 1965 · 1966 · 1967 · 1968 · 1969 · 1970 · 1971 · 1972 · 1973 · 1974 · 1975 · 1976 · 1977 · 1978 · 1979 · 1980 · 1981 · 1982 · 1983 · 1984 · 1985 · 1986 · 1987 · 1988 · 1989 · 1990 · 1991 · 1992 · 1993 · 1994 · 1995 · 1996 · 1997 · 1998 · 1999 · 2000 · 2001 · 2002 · 2003 · 2004 · 2005 · 2006 · 2007 · 2008 · 2009 · 2010 · 2011 · 2012 · 2013 · 2014 · 2015 · 2016 · 2017 · 2018 · 2019 · 2020 · 2021 · 2022 · 2023 · 2024 · 2025
Lijst van beklimmingen